# Ксар-ес-Сегір
Ксар-ес-Сегір (араб. القصر الصغير, al-Qasr al-Seghir) — місто в Марокко. Розташоване на півночі країни, на березі Середземного моря, біля Гібралтарської протоки. Населення — 10,995 осіб.